# Běloruská vlajka

Běloruská vlajka
Poměr stran: 1:2

Vlajka Běloruska byla přijata 7. července 1995 na základě referenda běloruských občanů, v roce 2012 pak byla mírně upravena. Tato podoba nahradila vlajku, užívanou Běloruskou lidovou republikou v roce 1918, než se Bělorusko stalo sovětskou republikou a znovu po získání nezávislosti v roce 1991. Referendum bylo provedeno kvůli použití staré vlajky v době okupace Běloruska Německem, což se nelíbilo veteránům druhé světové války. Současná vlajka je modifikací vlajky BSSR z roku 1951.
Některé zájmové skupiny nadále používají původní vlajku, přestože její používání v Bělorusku bylo zakázáno prezidentem Lukašenkem.[chybí lepší zdroj] Vlajka z roku 1991 je užívána k protestu proti současné vládě. Podle nezávislých zahraničních pozorovatelů nesplňovalo referendum o podobě vlajky základní demokratické principy.

## Galerie

Rozměry běloruské vlajky
Vlajka běloruského prezidenta Poměr stran: 5:6
Detail dekoračního pruhu

## Podoba vlajky
Národní vlajku Běloruské republiky, která je symbolem svrchovanosti Běloruské republiky, tvoří obdélníkový list skládající se ze dvou vodorovných pruhů: horního červeného pruhu zabírajícího dvě třetiny výšky a spodního zeleného pruhu zabírajícího jednu třetinu výšky vlajky. V žerďové části je umístěn bílý běloruský dekorační pruh zabírající jednu devítinu šířky vlajky. Poměr výšky a šířky je 1:2.

## Historické běloruské vlajky
| Vlajka                                 | Stát                                                                               | Poznámka |
| -------------------------------------- | ---------------------------------------------------------------------------------- | --- |
| Běloruské lidové republiky (1918–1919) | Vlajka Běloruské lidové republiky (1918–1919) Poměr stran: 1:2                     | Bílo–červeno–bílá trikolóra.                                                                                |
| Vlajka Litevsko-běloruské SSR (1919)   | Vlajka Litevsko-běloruské sovětské socialistické republiky (1919) Poměr stran: 1:2 | Světle červený list bez dalších figur.                                                                      |
| Vlajka Běloruské SSR (1919–1937)       | Vlajka Běloruské SSR (1919–1937) Poměr stran: 1:2                                  | Rudý list se žlutým nápisem ССРБ.                                                                           |
| Vlajka Běloruské SSR (1937–1940)       | Vlajka Běloruské SSR (1937–1940) Poměr stran: 1:2                                  | Rudý list se žlutou hvězdou, srpem a kladivem a nápisem БССР.                                               |
| Vlajka Běloruské SSR (1940–1951)       | Vlajka Běloruské SSR (1940–1951) Poměr stran: 1:2                                  | Rudý list se žlutým nápisem БССР a žlutým orámováním kantonu.                                               |
| Vlajka Běloruské SSR (1951–1991)       | Vlajka Běloruské SSR (1951–1991) Poměr stran: 1:2                                  | |
| Běloruská vlajka (1991–1995)           | Vlajka Běloruska (1991–1995) Poměr stran: 1:2                                      | Stejný design s vlajkou z let 1918–1919.                                                                    |
| Běloruská vlajka (1995–2012)           | Vlajka Běloruska (1995–2012) Poměr stran: 1:2                                      | Oproti vlajce z let 1951–1991 bez srpu a kladiva, oproti současné variantě jiný vzorek na dekoračním pruhu. |

## Vlajky běloruských oblastí
Bělorusko se administrativně dělí na 6 oblastí a hlavní město Minsk.

Hlavní město Minsk Poměr stran: 2:3
Brestská oblast Poměr stran: 1:2
Homelská oblast Poměr stran: 1:2
Hrodenská oblast Poměr stran: 1:2
Minská oblast Poměr stran: 1:2
Mohylevská oblast Poměr stran: 1:2
Vitebská oblast Poměr stran: 1:2